# Гамбургская высшая школа музыки и театра
Гамбургская высшая школа музыки и театра (нем. Hochschule für Musik und Theater Hamburg) — консерватория в Гамбурге. Основана в 1950 году под названием Государственная высшая школа музыки (нем. Staatliche Hochschule für Musik), первым руководителем был известный композитор Филипп Ярнах. Под нынешним наименованием существует с 1991 года. По состоянию на 2005 год в Гамбургской высшей школе музыки и театра обучалось около 750 студентов.

## Известные преподаватели
- Давид Герингас
- Михаил Гольдштейн
- Герхард Дармштадт
- Менно Ван Делфт
- Евгений Королёв
- Дьёрдь Лигети
- Вальтер Ниман
- Ян Людевит Прохазка
- Ульф Ширмер
- Альфред Шнитке
- Эдуард Эрдман
- Ютта Хофман

## Известные выпускники
- Эрдоган Аталай
- Юстус фон Донаньи
- Мари Боймер
- Иван Ребров
- Кирстен Хармс
- Чин Ынсук
- Ульф Ширмер
- Кристоф Эшенбах
- Марианна Шрёдер